# Артур (футболист, 1998)
Арту́р Ви́тор Гимара́йнс (порт.-браз. Artur Victor Guimarães; род. 15 февраля 1998, Форталеза) или же просто Арту́р (порт.-браз. Artur) — бразильский футболист, нападающий клуба «Ботафого».

## Клубная карьера
Воспитанник клуба «Палмейрас». 11 декабря 2016 года в матче против «Витории» дебютировал в бразильской Серии A.
Несколько раз отдавался в аренду в другие клубы. В 2017 году выступал за «Новуризонтино» и «Лондрину», в 2019 году — за «Баию».
С 2020 по 2023 годы выступал за «Ред Булл Брагантино». В 2021 году этот клуб впервые вышел в финал международного турнира — Южноамериканского кубка. Артур стал одним из лучших игроков команды — сыграл во всех 13 матчах своей команды и отметился семью забитыми мячами.
В 2023 году играл за «Палмейрас».
В январе 2024 года перешёл в петербургский «Зенит». 30 марта забил первый гол за клуб в ворота самарских «Крыльев Советов». 13 апреля отличился в матче против «Краснодара», забив победный гол на 63-й минуте. 
25 мая 2024 года забил победный гол на 85-й минуте последнего матча чемпионата в ворота «Ростова», чем помог клубу выиграть шестой подряд титул чемпиона России.
В январе 2025 года перешёл в «Ботафого».

## Сборная
В 2017 году в составе молодёжной сборной Бразилии принял участие в молодёжном чемпионате Южной Америки в Эквадоре. На турнире сыграл в матчах против команд Парагвая и Колумбии.

## Достижения
- Чемпион штата Баия: 2019
- Чемпион Бразилии (2): 2016, 2018
- Победитель Примейра-лиги Бразилии: 2017
- Финалист Южноамериканского кубка: 2021
- Чемпион России: 2023/24
- Обладатель Кубка России: 2023/24
- Обладатель Суперкубка России: 2024